# Gremyachinsk
Gremyachinsk (Predefinição:Lang.ru) é uma cidade na Krai de Perm, Rússia, localizada a 174 km a nordeste de Perm.
População: 13.237 habitantes.[carece de fontes?]
A cidade foi fundada em 1941 como um assentamento de extração de carvão e depois ganhou status de cidade em 1949.